# Rona Morison
Pour les articles homonymes, voir Morison.
Ne doit pas être confondu avec Rosa Morison.
Rona Morison, née le 8 septembre 1991 à Glasgow (Écosse), est une actrice écossaise.

## Biographie
Rona est née et a grandi très près de Glasgow, en Écosse. Elle fréquente l'école St Columba à Kilmacolm,  puis rejoint le Scottish Youth Theatre. En 2011, elle sort diplômée de l'école d'arts londonienne Guildhall School of Music and Drama.
Entre dehors de son activité d'actrice, elle est également professeur de théâtre au Conservatoire américain de Fontainebleau.

## Filmographie

### Cinéma

#### Longs métrages
- 2012 : City Slacker : la réceptionniste
- 2012 : Love Bite : Fiona
- 2018 : Ready Player One : Numéro 9
- 2018 : Solo: A Star Wars Story : Mère de l'astroport
- 2019 : Our Ladies : Chell

#### Courts métrages
- 2016 : Sliding : Annie
- 2021 : It's Not Gonna Suck Itself : la barmaid

### Télévision

#### Séries télévisées
- 2017 : Decline and Fall : Pompilia de la Conradine
- 2020 : Absentia : Thompson (6 épisodes)
- 2022 : The Control Room : Danni (3 épisodes)